# Theridion istokpoga
Theridion istokpoga är en spindelart som beskrevs av Claude Lévi 1957. Theridion istokpoga ingår i släktet Theridion och familjen klotspindlar. Inga underarter finns listade i Catalogue of Life.